# CEMSA
La CEMSA (sigla di Costruzioni Elettro Meccaniche di Saronno) è stata un'azienda italiana di costruzioni elettromeccaniche e di locomotive a vapore ed elettriche in funzione dal 1925 al 1948.

## La storia
La CEMSA fu fondata a Saronno nel 1925 dall'ingegnere Nicola Romeo e dal Credito Italiano, negli stabilimenti della Costruzioni Meccaniche di Saronno, precedentemente acquisita. Nel 1935, dopo una serie di svalutazioni del capitale sociale, l'azienda fu acquistata dall'IRI e l'anno dopo fu venduta all'ingegnere aeronautico Gianni Caproni che già controllava l'Isotta Fraschini.
Durante la seconda guerra mondiale, la CEMSA costruì armi leggere e, alla fine del periodo bellico, l'industria cominciò a produrre automobili grazie anche alla collaborazione dell'Ingegnere Antonio Fessia, che nel 1946 aveva lasciato la FIAT. In pochi mesi Fessia, che aveva trasformato la CEMSA in una realtà dedicata alla costruzione di auto sportive, riuscì a progettare una vettura dalle caratteristiche tecniche innovative, la CEMSA Caproni F.11 (acronimo di Fessia 1100), che fu presentata al salone di Parigi nel 1947.
Di tale modello furono prodotte solo 10 berline esemplari ed era prevista anche una versione cabriolet, ma non fu realizzata a causa della crisi finanziaria che la colpì nel 1948, anno della chiusura dell'azienda.
Uno dei prototipi della F.11 fu spedito negli Stati Uniti con la speranza di concludere un accordo con la rete di vendita Tucker per la distribuzione negli USA del modello. Ma il progetto non ebbe seguito a causa della chiusura di entrambe le case costruttrici.
Nel 1953, l'azienda belga Minerva, acquistò una F.11 nel tentativo di metterla in produzione, ma anche questo progetto fallì.

## La vettura
La F.11 fu realizzata da Antonio Fessia e aveva caratteristiche tecniche rivoluzionarie: motore a 4 cilindri boxer collocato a sbalzo rispetto all'asse anteriore, cambio a presa diretta con leva al volante, sospensioni anteriori con balestra trasversale e trazione anteriore. Tutte queste soluzioni tecniche verranno poi realizzate in serie nel 1960 con la Lancia Flavia, progettata sempre da Fessia.
Il disegno della carrozzeria fu progettata dai tecnici dell'azienda e venne stilizzata definitivamente da Bertone.
Alla chiusura della CEMSA quasi tutti i dieci modelli vengono dispersi. Un esemplare di F.11 in ottime condizioni sopravvive in esposizione al museo Volandia.

## I rotabili ferroviari
La CEMSA costruì nel tempo numerose locomotive a vapore per le MCL, 11 locomotive del gruppo R.301 FS e 22 locomotive del gruppo R.302 FS, la FSS 9 delle Ferrovie Settentrionali Sarde.
Per le Ferrovie Nord Milano CEMSA produsse le locomotive del gruppo 280 e 290. In seguito la società costruì anche numerosi esemplari di locomotive 640 e 740.
Nel 1924 una delegazione di funzionari delle FS, alla stazione di Seddin presso Berlino, in occasione di un congresso ferroviario si interessò alle nuove Automotrici DWK costruite dalla Deutsche Werke Kiel A.G.. Si trattava di rotabili a due assi o a carrelli mossi da un motore Mercedes-Benz a 6 cilindri, alimentato a benzolo a ciclo Otto con carburatore, trasmissione composta da frizione e cambio meccanico a ingranaggi.
La ditta Romeo di Milano nello stesso anno ottenne la licenza di costruzione e la mise in atto nel nuovo stabilimento CEMSA di Saronno avviando la produzione di serie. Le FS ne ordinarono tre unità, due delle quali costruite direttamente a Kiel, con alimentazione a miscela di nafta e benzina con l'applicazione di uno speciale carburatore brevettato, Aliverti. Tali unità furono immatricolate C.8701, poi N.8701, del tipo 1 da 160 CV e le C.8801-02 (poi N.8801-02) da 100 CV. Altre due unità furono acquistate dalla Società Italiana Ferrovie e Tramvie e dalla CFMT - Compagnie des Chemins de Fer du Midi de Italie, esercente la ferrovia Alifana.
Sempre negli anni venti fu avviata la produzione di locomotive elettriche trifase (dei gruppi E.333, E.552 ed E.554 e a corrente continua (Locomotive FS E.626). Seguirono i prototipi delle E.471 e le tre locomotive E.440 per la Ferrovia Alta Valtellina, costruite riutilizzando alcune componenti delle E.471 rimaste invendute dopo la rescissione del contratto da parte delle Ferrovie dello Stato. Il mancato pagamento da parte dell'azienda statale di quanto pattuito a seguito del rifiuto delle E.471 generò la crisi di liquidità che causò, con altri eventi minori, la fine della CEMSA.